# Belinda de Lucy
Belinda de Lucy, właśc. Belinda Claire De Camborne Lucy (ur. 15 października 1976 w Sheffield) – brytyjska polityk, deputowana do Parlamentu Europejskiego IX kadencji.

## Życiorys
Żona finansisty Raymonda McKeeve’a, zajęła się wychowywaniem czwórki dzieci. Została dyrektorem organizacji charytatywnej „Give us time”. Brała udział w kampanii na rzecz brexitu, wystąpiła w filmie promującym głosowanie za wystąpieniem Wielkiej Brytanii z UE. W 2019 zaangażowała się w działalność polityczną w ramach Brexit Party. W wyborach w tym samym roku z listy tego ugrupowania uzyskała mandat posłanki do Parlamentu Europejskiego IX kadencji.